# Jørgen Henning Valkendorf
Jørgen Henning Valkendorf (8. februar 1661 på Klingstrup – 24. september 1724 i Svendborg) var en dansk godsejer og amtmand.
Han var søn af Henning Valkendorf til Klingstrup, som han overtog 1680, og Kirsten Jørgensdatter Kruse. 5. juli 1692 fik han bestalling som amtmand over Rugård Amt og forekommer i amtmandslisterne indtil maj 1702, men var allerede før blevet affældig og bestred ikke længere embedet. I 1694 nævnes Helmuth Otto von Winterfeld som amtmand over Rugård Amt og dernæst Diderik Schult. Han  boede på Holsegård i Brenderup Sogn.

## Ægteskaber
1. 21. september 1687 ægtede Valkendorf Lisbeth Margrethe "Mette" Bille (december 1661 på Skerrildgård - 16. januar 1688 på Klingstrup), datter af Knud Bille og Mette Henriksdatter Gyldenstierne.

1. I sit andet ægteskab ægtede Valkendorf ca. 1690 på Holsteinborg Helle Børgesdatter Trolle (1663 - 13- april 1741 på Klingstrup), datter af Børge Trolle og Pernille Andersdatter Bille.